# San Fernando (Spanien)
San Fernando ist eine in der Provinz Cádiz in Andalusien gelegene Hafenstadt Südspaniens. Sie befindet sich auf einer von Salzsümpfen umgebenen felsigen Halbinsel, der Isla de León, am Südufer der Bucht von Cádiz. Von den Einheimischen wird die Stadt daher auch einfach „La Isla“ (die Insel) genannt. Sie ist mit der 15 km entfernt liegenden Provinzhauptstadt Cádiz durch eine Landzunge verbunden.
San Fernando ist Marinestadt und besitzt eine bedeutende Schiffswerft von Navantia. Der Ort kann heutzutage aber eher als Vor- oder Satellitenstadt von Cádiz angesehen werden. Historisch nimmt San Fernando, das bis 1813 den Namen (Real) Isla de León trug und danach zu Ehren Ferdinands VII. den heutigen Namen erhielt, allerdings einen wichtigen Platz in der Geschichte Spaniens ein, denn während der Napoleonischen Kriege auf der Iberischen Halbinsel tagten dort 1810/11 die Cortes von Cádiz, um die erste liberale spanische Verfassung auszuarbeiten. Außerdem gehen in Spanien alle Uhren nach dem Observatorium der Armada, denn dort wird die offizielle Zeit festgesetzt.

## Sehenswürdigkeiten
- Rathaus mit bemerkenswerter Fassade (1774 von Torcuato Cayón erbaut)
- Castillo de San Romualdo (eine Burg aus dem 14. Jh., heute Ruine)
- Iglesia Mayor (Hauptkirche, Ende des 18. Jahrhunderts im neoklassizistischen Stil erbaut)
- Königliches Institut und Observatorium der Armada (1753 von Jorge Juan gegründet – dort wird die offizielle Uhrzeit festgesetzt)
- Teatro de las Cortes (das Hoftheater wurde 1770 erbaut und beherbergte 1810 das spanische Parlament, um die erste spanische Verfassung auszuarbeiten – heute wieder als Theater genutzt)
- Panteón de Marinos Ilustres (ein Mausoleum berühmter Seeleute, 1786 begonnen, 1870 eingeweiht und 1948 überdacht)
- Archäologisches Museum
- Botanischer Garten.
- Sternwarte, die südlichste Europas[2]

## Söhne und Töchter der Stadt
- Magdalena Álvarez (* 1952), Politikerin
- Sara Baras (* 1971), Flamencotänzerin
- Camarón de la Isla (1950–1992), Flamenco-Sänger
- Luis Fernández de Córdova (1798–1840), Generalkapitän
- Juan Van Halen (1790–1864), General
- Anne Hidalgo (* 1959), französische Politikerin
- Antonio Lizana (* 1986), Flamenco-Sänger und Saxophonist
- José Malcampo Monge (1828–1880), Ministerpräsident von Spanien
- Carlos Marfori (1821–1892), Politiker und Günstling der Königin Isabella II.
- Monchi (* 1968), spanischer Fußballtorhüter
- Niña Pastori (* 1978), Flamenco-Sängerin
- 1996 gründete sich hier die Metalband Saurom.